# Flesh Tone
Albums de Kelis
The Hits
(2008) Food
(2014)
Singles
1. Acapella
Sortie : 23 février 2010
2. 4th of July (Fireworks)
Sortie : 8 juin 2010
3. Scream
Sortie : 7 octobre 2010
4. Brave
Sortie : 6 janvier 2011

Flesh Tone est le cinquième album studio de Kelis, sorti le 14 mai 2010.
Enregistré alors que la chanteuse n'était plus sous contrat avec un label et qu'elle était enceinte de son premier enfant, cet opus a une couleur musicale dance contrairement à ses précédents disques au son RnB. À la production, on trouve David Guetta, Boys Noize, Alle Benassi, Benny Benassi ou encore will.i.am.
L'album s'est classé 5e au Top Electronic Albums.

## Liste des titres
| No | Titre                   | Auteur                                                                                                 | Producteur(s)                            | Durée |
| -- | ----------------------- | --- | ---------------------------------------- | ----- |
| 1. | Intro                   | Kelis Rogers, Matthew James Burns, Jean Baptiste Kouame                                                | Burns                                    | 3:29  |
| 2. | 22nd Century            | Kelis, Kouame, Alex Ridha, Andreas Meid, Ian O'Brien-Docker                                            | Boys Noize                               | 4:54  |
| 3. | 4th of July (Fireworks) | Kelis, Kouame, Damien LeRoy, Jamie Munson, Anthony Burns, Vanessa Fischer, Ronald Morris, Jeff Scheven | DJ Ammo                                  | 5:39  |
| 4. | Home                    | Kelis, Kouame, Nick Marsh                                                                              | Free School                              | 4:02  |
| 5. | Acapella                | Kelis, David Guetta, Fred Riesterer, Kouame, Makeba Riddick                                            | David Guetta et Fred Riesterer           | 4:27  |
| 6. | Scream                  | Kelis, Guetta, Kouame, El Tocadisco                                                                    | David Guetta et El Tocadisco             | 3:29  |
| 7. | Emancipate              | Kelis, Kouame, Benny Benassi, Alle Benassi                                                             | Alle Benassi et Benny Benassi            | 4:25  |
| 8. | Brave                   | Kelis, James Fauntleroy, will.i.am, Kouame                                                             | Alle Benassi, Benny Benassi et will.i.am | 3:31  |
| 9. | Song for the Baby       | Kelis, Kouame, Michael McHenry, Printz Board                                                           | Free School                              | 3:41  |

| 10. | Acapella (Benny Benassi Remix) | Kelis, Guetta, Riesterer, Baptiste, Riddick | David Guetta, Fred Riesterer et Benny Benassi | 6:19 |

| 10. | Carefree American | Kelis, Kouame, Cathy Dennis, McHenry, Alain Whyte | Free School | 3:09 |